# Jan De Craen
Jan De Craen (Mechelen, 18 mei 1943) is een voormalig Belgisch politicus voor de CVP.

## Levensloop
In 1954 verhuisde de familie De Craen naar de Kaudenaardewijk te Dilbeek. Hij doorliep zijn humaniora aan het Sint-Jan Berchmanscollege te Brussel. Vervolgens studeerde hij klassieke filologie aan de Katholieke Universiteit Leuven, alwaar hij in 1964 afstudeerde als licentiaat. Vervolgens was hij van 1964 tot 2003 leraar Latijn en Grieks aan het Regina Caelilyceum te Dilbeek.
De Craen was actief in de cultuurraad van Dilbeek. Hij werd politiek actief bij de gemeenteraadsverkiezingen van 1970. Hij werd verkozen tot gemeenteraadslid en aangesteld als schepen, een mandaat dat hij uitoefende tot 1982. Vervolgens was hij van 1989 tot zijn aanstelling tot burgemeester, in opvolging van in opvolging van Stefaan Platteau, in 1992 opnieuw schepen. Na de gemeenteraadsverkiezingen van 1994 nam Platteau deze functie weer over. De Craen werd opnieuw schepen, een mandaat dat hij uitoefende tot 2000. Eind 2000 nam hij afscheid van de politiek.
In oktober 2010 volgde hij Luc Deconinck op als voorzitter van vzw De Rand, een functie die hij uitoefende tot januari 2016. Hij werd opgevolgd door Hubert Lyben.